# Okręglik (Zgierz)
Okręglik (d. Okrąglik) – dawniej samodzielna wieś, od 1954 część miasta Zgierza w województwie łódzkim, w powiecie zgierskim. Leży nad Bzurą, na południu Zgierza, w rejonie ulicy Okręglik. 
Związany historycznie i przestrzennie z pobliskim Antoniewem. Wchodzi w skład osiedla Piaskowice-Aniołów, stanowiącego jednostkę pomocniczą gminy Zgierz.

## Historia
Dawniej samodzielna miejscowość. Od 1867 w gminie Nakielnica; pod koniec XIX wieku liczył 263 mieszkańców. W okresie międzywojennym należał do powiatu łódzkiego w woj. łódzkim. W 1921 roku wieś Okręglik liczyła 34 mieszkańców. 27 marca 1924 zniesiono gminę Nakielnica, a Okręglik włączono do gminy Brużyca Wielka. 1 września 1933 utworzono gromadę Antoniew w granicach gminy Brużyca Wielka, składającą się z Antoniewa i Okręglika. Podczas II wojny światowej włączono do III Rzeszy.
Po wojnie Okręglik powrócił do powiatu łódzkiego woj. łódzkim, nadal jako część gromady Antoniew, jednej z 20 takich gminy Brużyca Wielka. W związku z reorganizacją administracji wiejskiej jesienią 1954, Okręglik (jako część gromady Antoniew) włączono do Zgierza.